# Zagvozd
Zagvozd falu és község Horvátországban Split-Dalmácia megyében.

## Fekvése
Splittől légvonalban 51, közúton 69 km-re keletre, Makarskától légvonalban 11, közúton 21 km-re északra, Közép-Dalmáciában a dalmát Zagora területén a Biokovo-hegység északi lejtői alatti völgykatlanban fekszik. Északról az Orljaca (909 m), a Veliki Drežanj (775 m), a Golo Brdo (636 m) és a Lukova glava (742 m) hegycsúcsai határolják. A község területe északnyugat-délkeleti irányban mintegy tíz kilométer hosszúságban nyúlik el, míg a Biokovo-hegységtől számítva mintegy nyolc kilométer a területének a szélessége. Területének a legnagyobb része hegyvidék. A megművelhető szántóterület 413 hektár, a legelő 4252 hektár, az erdő 1512 hektár, mintegy 25 hektár terület művelhetetlen. Áthalad rajta az A1-es autópálya és a franciák által 1804 és 1809 között épített régi napóleoni út. Legjelentősebb infrastrukturális objektuma a Szent Illés-alagút (tunel Sv. Ilija) a 76-os számú főúton Zagvozdot a Makarskai riviérával köti össze. Ezáltal Zagvozdtól az egyik legnépszerűbb tengeri üdülőhely Baška Voda mindössze 15 percnyi autóútra van. Éghajlata részben kontinentális, részben mediterrán. A Biokovo-hegységben gyakran már novemberben, sőt néha előtte is havazik és a hó csak májusban tűnik el teljesen.
Zagvozd településrészei: Bartulovići, Brzice, Buljubašići, Bunje, Gaće, Gornji Čaglji, Milići, Mučići, Pirić Kusić, Prodani, Pružići, Radići, Rako, Rastovac, Svaguše és Tomčići Mlikote.

## A község települései
Közigazgatásilag Zagvozdon kívül Biokovsko Selo, Krstatice, Rastovac, Rašćane Gornje, Župa és Župa Srednja települések tartoznak hozzá.

## Története
Zagvozd területe már a történelem előtti időkben is lakott volt. Ezt bizonyítja a számos itt található ókori halomsír, melynek egy része a 20. század második felében sajnálatos módon megsemmisült, köveit az útépítésekhez használták fel. A térség első ismert népe az illírek egyik törzse a dalmaták voltak, akik a magaslatokon épített, jól védhető erődített településeikben laktak. Innen könnyen ellenőrizni tudták a környező vidéket. Többségük állattartással foglalkozott, kisebb részük pedig földművelésből élt. A rómaiak csak hosszú ideig tartó harcok után hódították meg ezt a vidéket, melyek az i. e. 156. évtől egészen 9-ig tartottak. Az illírek elleni 9-ben aratott végső győzelem után Dalmáciára békésebb idők következtek, mely időszak 378-ig a nagy népvándorlásig tartott. Az illír lakosság nagy gazdasági fejlődésen ment át és romanizálódott. Zagvozd első írásos említése 533-ban a salonai zsinaton „Montanense” alakban történt. Valószínűsíthető, hogy a korabeli nagy kiterjedésű zagorai plébániának éppen Zagvozd volt a székhelye. A mai horvátok ősei a 7. században az avar hódítás után érkeztek ide és 925-ben megalapították királyságukat. A horvát letelepedés utáni középkori időszak népességéről mesél a számos sírkő, melyek nagy része az utóbbi száz évben ugyancsak megsemmisült. A Horvát Királyság uralma kétszáz évig tartott, ezután a többi horvát területtel együtt a 12. század elejétől a magyar királyok fennhatósága alatt volt. 1420-ra egész Dalmácia a Velencei Köztársaság uralma alá került. A török támadások a 15. század második felében kezdődtek. 1463-ban a török meghódította a szomszédos Boszniát, majd 1471-re ez a terület is az fennhatósága alá tartozott. A lakosság nagy része már korábban délre a tengermellékre, főként Poljica, Kaštel és a Brać-sziget környékére menekült. 1715-ben Bijanković makarskai püspök a Szentszéknek írt jelentésében Zagvozdról azt írja, hogy egyedülálló település abban a tekintetben, hogy a török uralom alatt három temploma is volt. A Nagyboldogasszony templomot 1620 körül építették, Stipan Tomičić egyenesen Isztambulból hozta az engedélyt az építéséhez. A térség végleges felszabadítása csak 1684-ben történt meg, amikor újra velencei uralom alá került. A velencei uralomnak 1797-ben vége szakadt és osztrák csapatok vonultak be Dalmáciába. 1806-ban az osztrákokat legyőző franciák uralma alá került, de Napóleon lipcsei veresége után 1813-ban újra az osztrákoké lett. A francia uralom idején 1809-ben Marmont marsall parancsára építették meg a településen áthaladó főutat. A településnek 1857-ben 1105, 1910-ben 2252 lakosa volt. 1918-ban az új szerb-horvát-szlovén állam, majd később Jugoszlávia része lett. A háború után a szocialista Jugoszláviához került. 1991 óta a független Horvátországhoz tartozik. 2011-ben a településnek 767 lakosa volt.

## Lakosság
| Lakosság változása | Lakosság változása | Lakosság változása | Lakosság változása | Lakosság változása | Lakosság változása | Lakosság változása | Lakosság változása | Lakosság változása | Lakosság változása | Lakosság változása | Lakosság változása | Lakosság változása | Lakosság változása | Lakosság változása | Lakosság változása |
| ------------------ | ------------------ | ------------------ | ------------------ | ------------------ | ------------------ | ------------------ | ------------------ | ------------------ | ------------------ | ------------------ | ------------------ | ------------------ | ------------------ | ------------------ | ------------------ |
| 1857               | 1869               | 1880               | 1890               | 1900               | 1910               | 1921               | 1931               | 1948               | 1953               | 1961               | 1971               | 1981               | 1991               | 2001               | 2011               |
| 1.105              | 1.545              | 1.425              | 1.692              | 1.935              | 2.252              | 2.495              | 2.663              | 2.058              | 1.844              | 1.827              | 1.866              | 1.654              | 1.181              | 965                | 767                |

## Nevezetességei
- A Kármelhegyi boldogasszony tiszteletére szentelt új plébániatemploma 1963-ban épült Ante Barač tervei szerint. Háromhajós betonépület, hosszúsága 24, szélessége 12 méter. Eredetileg a homlokzat északi oldalán állt egy lapos tetejű harangtorony. Az oltár mögött a  falon egy nagyméretű kerámia kompozíció látható közepén a Kármelhegyi boldogasszony alakjával, akit horvát szentek és boldogok, valamint angyalok vesznek körül. Dušan Stanojević spliti képzőművész alkotása. 1986-ban a templomot teljesen átépítették. A beton tetőre horganyzott bádoglemezből készült nyeregtetőt húztak. A szentély mögé két emeletes toldalékot építettek. A tornyot tíz méterrel megemelték és rézborítású piramisban záródó fedést kapott. Később a homlokzat másik oldalára felépítették a második harangtornyot. A templomudvart kerítéssel és támfalakkal vették körül. 1996-ban Marko Gugić tervei szerint a templombelső is megújult. Az ablakokat színes üvegablakokra cserélték, melyek három spliti művész Miroslav Klarić, Nikola Džaja, és Josip Bosnić alkotásai. A kóruson elhelyezett orgona Anton Škrabl mester rogaška slatinai műhelyében készült. 2000-ben a templom búcsúünnepén Mate Maks Mlikota hazai mester három képet ajándékozott a templomnak, melyek a főbejárat fölé kerültek. A horvát nemzet történetének és hitéletének jeles alakjait ábrázolják. A bejárat fölé a homlokzatra a spliti Hrvoja Marko Peruzović muránói üvegből készített mozaikképe került, mely Szűz Mária alakját a kinyilatkoztatások szerint ábrázolja. A képet 2016 júniusában áldotta meg Barišić érsek.
- A Nagyboldogasszony tiszteletére szentelt régi plébániatemploma[4] 1620 körül épülhetett, mivel Kačić makarskai püspök a Szentszéknek írt 1626-os jelentésében azt állítja, hogy „az utóbbi években” építették. Egyhajós épület négyszögletes apszissal, csúcsíves boltozattal. A homlokzata felett álló pengefalú harangtorony három harang számára készült. A templomban két régi sír is található. A hagyomány azt tartja, hogy az egyikben egy diakónus, Petar Milić nyugszik, aki 1627-ben Dobrinče határában a törökkel vívott csatában esett el. A templomot 1973-ban teljesen megújították. A belső falakat bevakolták és a liturgikus teret az új előírások szerint rendezték át. A menza nélkül álló régi nagyoltár a hajó jobb oldalára került, ahol korábban Szűz Mária oltára állt, amely viszont ma az apszisban látható a Szűzanya régi szobrával.
- A Donji Rastovacon álló Szent Kereszt templomot 1630-ban építették négyszögletes apszissal, csúcsíves boltozattal. 1973-ban a régi plébániatemplommal egy időben megújították. Apszisában régi, 16. századi kép látható, mely Krisztust ábrázolja a kereszten. A homlokzat feletti harangtoronyban egy harang látható.
- A település központjában az új plébániatemplom mellett áll a Mindenszentek templom.[5] Ez a templom is a török uralom idején épült. Az akkor beteg Kačić püspök helyettese Pavao Posilović szentelte fel 1644. január 20-án. Ez a bejárat felett elhelyezett kőtáblán olvasható. Még 1636 előtt épülhetett, mivel Kačić püspök ekkor már említi a szentszéki jelentésében. A templom négyszögletes apszissal, csúcsíves boltozattal épült, a homlokzat feletti harangtoronyban egy harang látható. 1973-ban kívül-belül felújították.
- A radići Mária szíve templomot 1989-ben építették. A helyiek már 1928 óta kérték, hogy ezen a helyen templomot építsenek, mivel a plébániatemplom 7 kilométerre volt. Végül a templom a helyi lakosság és barátaik támogatásával épült fel. Téglával burkolt betonépület. A templomban egy nagy feszület és Mária szívének szobra található.
- A donji rastovaci Szent István templom 1863-ban épült egy régi kápolna helyén, melyet az építés előtt lebontottak. Egyhajós, kis méretű épület, félköríves apszissal. 1973-ban felújították, ekkor nyerte mai formáját. Ugyancsak ezen a településrészen áll a hasonló formájú Gyógyító boldogasszony kápolna, melyet Andrija Lončar plébános a saját költségén építtetett a szülőháza mellett.
- Az Orljaca-hegyen áll a Mihály arkangyal kápolna, melyet 1899-ben építettek. Csak a szent ünnepén és Szent Márk napján a mezők megáldásakor mondanak misét benne.
- A Szent Illés kápolnát 2000-ben építették a Biokovo-hegység 1642 méteres azonos nevű csúcsán a régi kápolna helyén. Anyagát a horvát hadsereg helikopterei szállították a hegyre. Tetejére a gyakori villámcsapások okozta károk elkerülésére villámhárítót szereltek.
- A Keresztút kápolnát 1997-ben kezdték építeni Ivan Madunić tervei szerint. A keresztút 14 stációja a plébániatemplomtól Rastovac és Zagvozd központja felé vezető út mellett áll.
- „Ploča-Vukov greb” régészeti lelőhelye Bartulovići falu közelében, a Zagvozd-Grabovac helyi út mentén található. A lelőhely egy középkori temető sírkövekkel, melyekből 1 oromzatos és 2 táblás maradt fenn a mai napig. Az oromzat közepén egy széles szalag fut át, a mezőt két részre osztva. Az északi és déli szélesebb oldalon a felső részen vadászat látható (vadász és két szarvas), míg az alsó részen egy csigavonal látható. Az északi oldalon a vadászat ábrázolása felett az 1649-es év van bevésve, keleti és nyugati oldalát pedig csigavonalak díszítik. Gerincét spirális csigavonallal díszítették. A sírtáblákat virágok, antropomorf keresztek, hullámvonalak díszítik. A lelőhelytől kicsit nyugatabbra őskori halomsír található.[6]
- Stapići falutól délkeletre található „Zaranač ploča” régészeti övezete. A több régészeti rétegű területnek három fejlődési szakasza van. Az első fázist hat őskori halom képviseli. A legnagyobb, mintegy 25 m átmérőjű halom a makadám úttól délre található. Két nagyobb sír látható a halom felszínén. Tőle délre egy másik, körülbelül 15 m átmérőjű halom, míg tőle körülbelül 100 m-re délkeletre egy részben elpusztított, körülbelül 17 m átmérőjű halom található. A halom nyugati szélén egy nagy díszített és egy díszítetlen sírkőlap található. A sírkövek kora a 15. századra tehető. E halomtól északra, a makadám út mentén további három halom található. A halmok körül és a domb lejtőjén késő középkori sírok láthatók, amelyek a fejlődés 3. szakaszát jelentik ezen a lelőhelyen.[7]

## Gazdaság
- A település lakóinak fő bevételi forrását ma már a turizmus adja, mely a Szent Illés alagút és az A1-es autópálya megépítése után lett jelentős. A számos nyaraló és hétvégi ház mellett a „Biokovo” autóskemping is a turizmust szolgálja. A Bikovo-hegységnek, mely az Adriapart legmagasabb természeti képződménye egy részét 1981-ben natúrparkká, 1998-ban pedig nemzeti parkká nyilvánították. A hegységbe, mely a történelem során az "Adrion" és a "Mons Slavorum" nevet is viselte több turistaút vezet.
- A község kijelölt gazdasági zónái a Troje gomile (2,75 hektár), a Brlozi (11 hektár), a Golo brdo (31,46 hektár), a Buljubašići (0,31 hektár) és a Slana gomila (2,52 hektár). Turisztikai-vendéglátási zónák a Bakotine staje (2,60 hektár), a Golubinčina (2,82 hektár), a Mandešina (1,89 hektár),a Vranjača (3,73 hektár) és a Kosarovac (0,41 hektár).

## Kultúra
- A település országos hírű színházi fesztiválja a „Glumci u Zagvozdu”, melyet 1997 óta minden év nyarán megrendeznek. Általában június végétől  augusztus közepéig tart és az egész országból sok látogatót vonz.
- Jelentős turisztikai látványosság a „Bunje” a halászok estje, melyet augusztus első szombatján rendeznek a Bunje nevű településrészen és már tizenöt éves múltra tekinthet vissza. Az eseményt a Vodenjak nevű 17. században kiépített forrás mellett rendezik, ahova a település lakói hagyományosan össze szoktak gyűlni. A forrás medencéje 5 méter mély, 11 méter hosszú és 9 méter széles. A helyiek úszni szoktak benne, de rendeznek itt vízbeugró versenyt és 2009 óta vízilabdatornát is.